# أوين ويليام
أوين ويليام (بالإنجليزية: Owen Hale)‏ هو موسيقي أمريكي، ولد في 15 يوليو 1948 في لويفيل في الولايات المتحدة.

## وصلات خارجية
- أوين ويليام على موقع IMDb (الإنجليزية)
- أوين ويليام على موقع ميوزك برينز (الإنجليزية)
- أوين ويليام على موقع ديسكوغز (الإنجليزية)